# 諾格拉帕利亞雷薩河

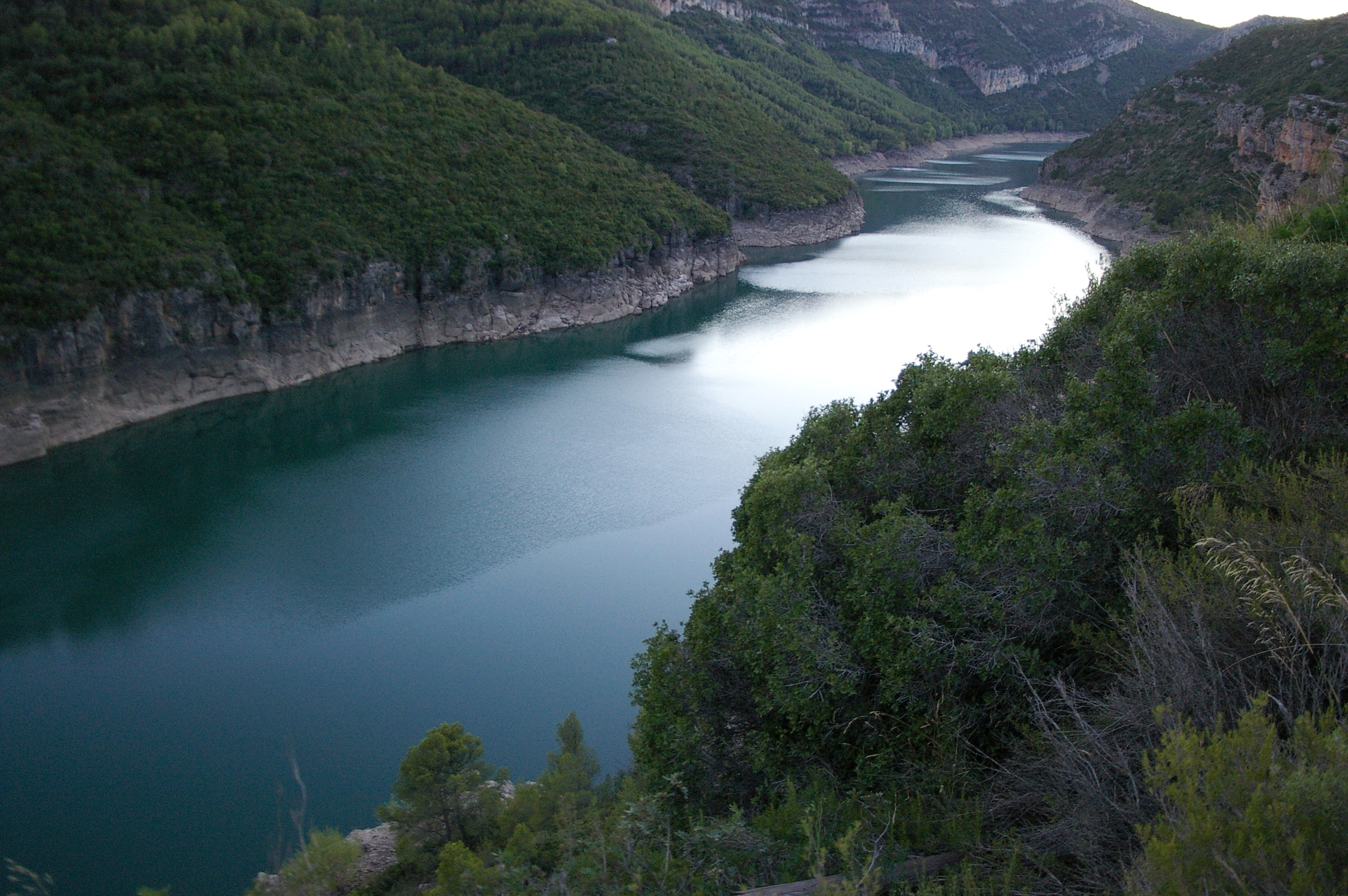
諾格拉帕利亞雷薩河

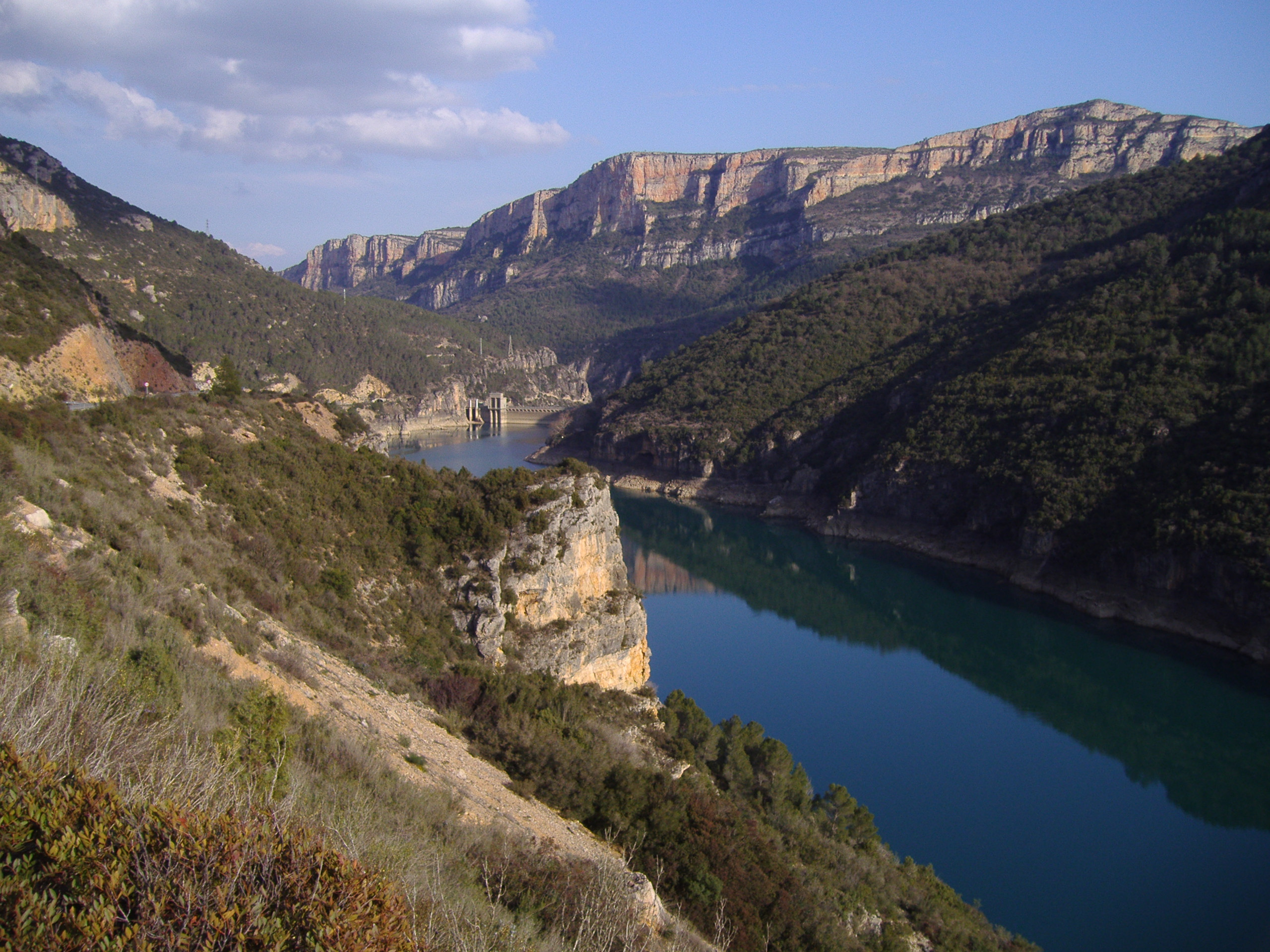
諾格拉帕利亞雷薩河裡的水塘

諾格拉帕利亞雷薩河（西班牙語：Río Noguera Pallaresa）是西班牙的河流，位於萊里達省，屬於塞格雷河的右支流，河道全長154公里，流域面積2,820平方公里，平均流量每秒37.1立方米。
42°15′29″N 0°58′53″E / 42.25806°N 0.98139°E